# Comunidad Judía Sefardí del Nororiente del Perú
La presencia judía en la zona nororiente de la República del Perú, se remonta específicamente desde los años 1830 a 1920, existiendo una emigración previa de judíos denominados anusim (marranos u ocultos) en época de la fundación española en ciudades como Iquitos, Moyobamba, Lamas y Tarapoto en el Virreinato del Perú. Siendo las circunstancias migratoria de judíos de la Amazonía distinta a la de judíos de la costa o sierra del Perú de origen asquenazita. 
Regiones como Loreto y San Martín a lo largo del periodo de los años 1830 a 1920 (primera migración) tuvieron lapsos de llegada de población con origen hebreo, en su gran mayoría sefardí, atraídos por el auge de comercio de recursos como el caucho y algunos huyendo de las persecuciones por parte de los conservadores, antisemitas y nacionalistas peruanos tras la independencia por ser "colaboradores de los españoles" tales como Agustín Gamarra, Felipe Salaverry, Andrés Avelino Cáceres, Ramón Castilla y entre otros peruanos.
Actualmente, los que conforman la comunidad judía sefardí de la zona nororiente del Perú, son descendientes de aquellos sefaraditas de estas emigraciones, siendo muy comunes entre sus miembros los apellidos Abecassis, Abensur, Bartra, Bendayán, Bensimón, Benzaquen, Cohen, Díaz (Tapiero), Pinto, Vidal, entre otros.
Desde el año 2000 aproximadamente, ha surgido el interés colectivo de los descendientes judíos por la observancia de sus orígenes hebreos y la revaloración de dicha cultura dentro de la amazonía peruana. De esta manera, de forma conjunta lo han materializado mediante el estudio de historia hebrea, aprendizaje de lengua hebrea y celebración de fiestas judías. Esto con el esfuerzo de retornar a sus raíces formalmente (según Halajá) y contrarrestar a la asimilación absoluta.   
Un precedente importante, ha sido la constitución de la Asociación Mutual Sefardí del Perú, fundada con el objeto social de promover el Judaísmo preservando la cultura sefaradita.  
Cabe precisar que muchos descendientes sefaraditas se han acogido a la aplicación de la Ley del Retorno, del Estado Moderno de Israel, y han inmigrado (Aliyot), siendo considerados ciudadanos israelíes, dentro del Estado Judío.
- Datos: Q28503578